# New England Tea Men
I New England Tea Men furono un club calcistico statunitense di Foxborough (Massachusetts). Al termine della stagione 1980 la franchigia venne trasferita in Florida per diventare i Jacksonville Tea Men.

## Storia
Il club nacque nel 1978 per iniziativa della Lipton, la nota multinazionale alimentare produttrice di tè. Il nome, New England Tea Men, richiamava il celebre Boston Tea Party, la rivolta del tè del 1773 che diede origine alla guerra d'indipendenza americana.
L'esordio, avvenuto nel campionato NASL 1978, fu abbastanza incoraggiante poiché la squadra, guidata dal bomber inglese Mike Flanagan (30 goal in 28 apparizioni), arrivò prima a pari punti con i Tampa Bay Rowdies nella sua divisione, la Eastern Division della American Conference, anche se in seguito fu eliminata agli ottavi di finale dai Fort Lauderdale Strikers per tre ad uno al Foxboro Stadium. Anche per la mancata conferma di Flanagan impegnato con i Charlton Athletic ed il trasferimento momentaneo al piccolo stadio universitario del Nickerson Field, ad esso fecero seguito campionati deludenti come quello successivo del 1979, arrivando ultimi e non accendo ai successivi play-off, o quello della prima edizione indoor 1979-80 con la stessa ed identica sorte. Dopo un ennesimo campionato (1980) che la vide sì accedere play-off, ma uscire ancora agli ottavi ancora per mano dei Tampa Bay Rowdies, la franchigia venne trasferita in Florida, per mancato successo di pubblico e di appeal verso gli sponsor.

## Cronologia
| Stagione | NASL | NASL Indoor | ASL-2 | USL | U.S. Cup | Affluenza media |
| -------- | ---- | ----------- | ----- | --- | -------- | --------------- |
| 1978     | OF   | -           | -     | -   | -        | 12.064          |
| 1979     | n.q. | -           | -     | -   | -        | 6.562           |
| 1979/80  | -    | n.q.        | -     | -   | -        | -               |
| 1980     | OF   | -           | -     | -   | -        | 8.748           |

## Stadi

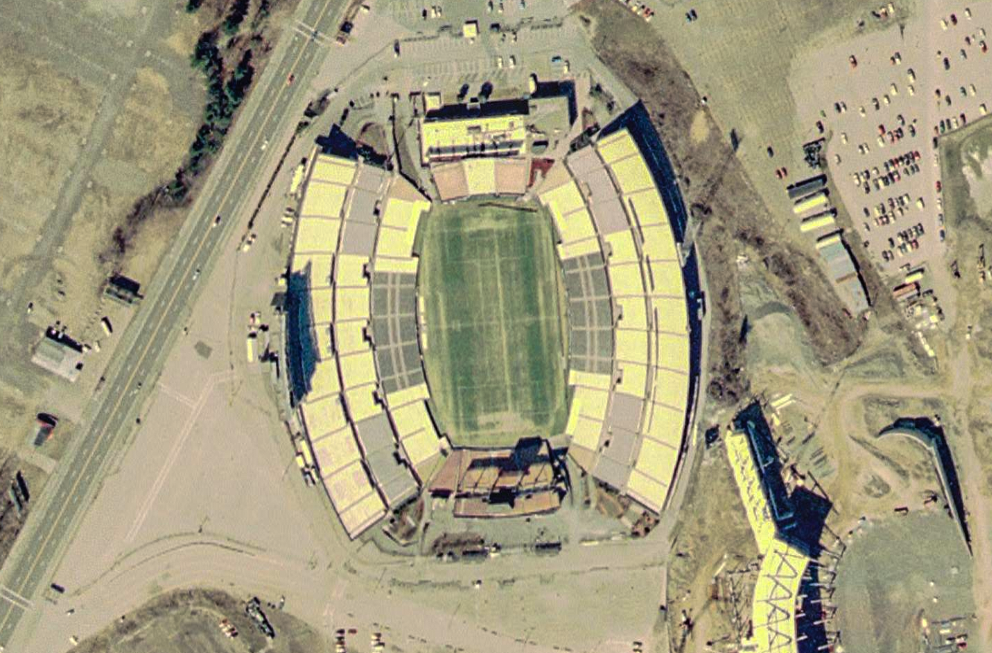
Foxboro Stadium

Come New England Tea Men, la squadra giocò nel Foxboro Stadium di Foxborough, Massachusetts. Demolito nel 2002, l'impianto era capace di contenere più di 60.000 spettatori ed era usato per partite di calcio e football americano. Fu anche uno dei campi usati in occasione del campionato del mondo 1994. Per lungo tempo fu il terreno casalingo della squadra di football dei New England Patriots e, più recentemente, e sempre per rimanere al calcio, fino alla sua demolizione ha ospitato le partite di Major League Soccer del New England Revolution, altra franchigia di Boston che ha raccolto l'eredità dei Tea Men.